# Saint-Marc (Haiti)
Saint-Marc (em crioulo haitiano: Sen Mak) é uma comuna do Haiti, situada no departamento do Artibonite e no arrondissement de Saint-Marc.
De acordo com o censo de 2003, sua população total é de 160.181 habitantes.